# Lassalle-Hof

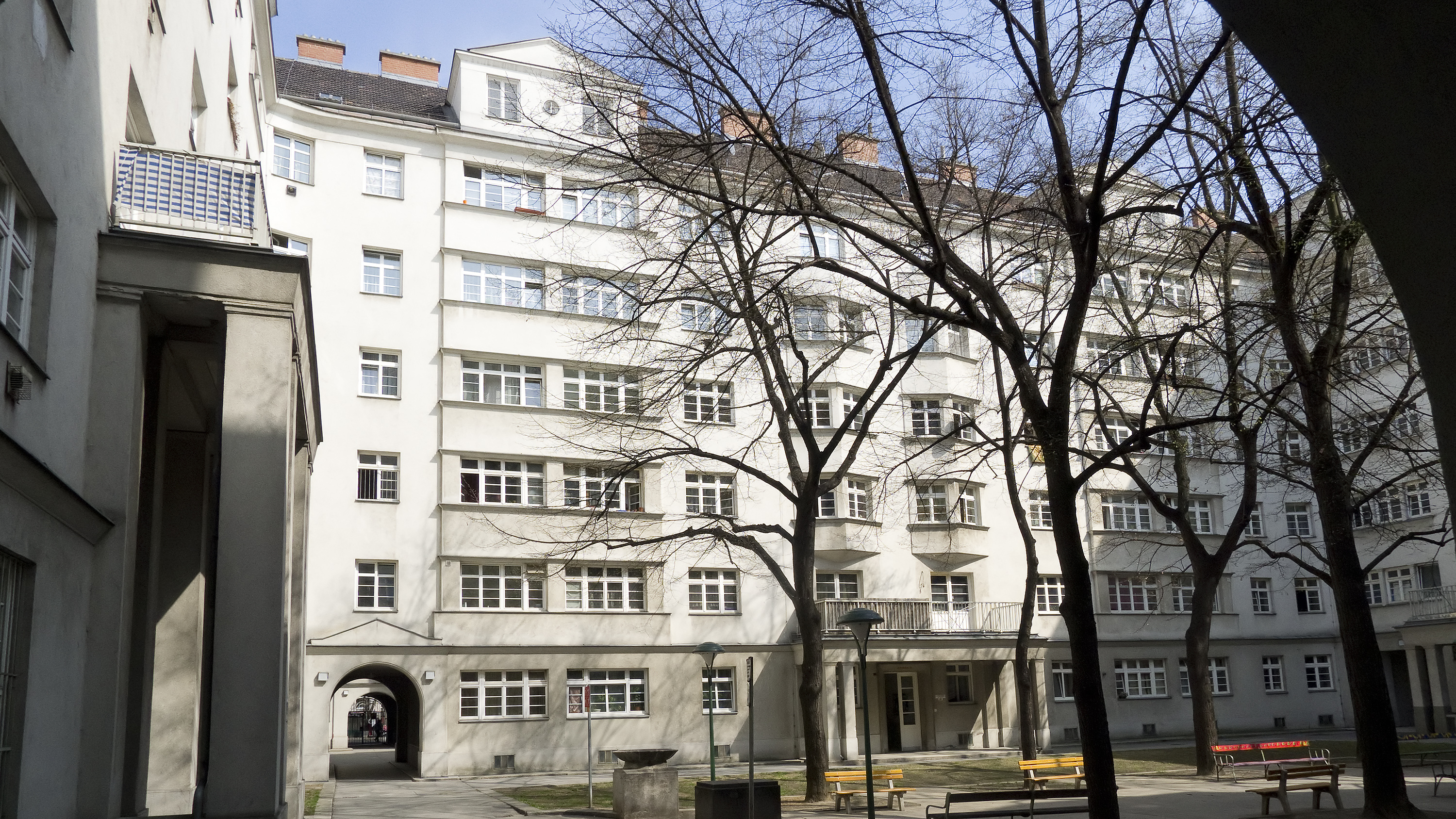
Der zentrale Innenhof

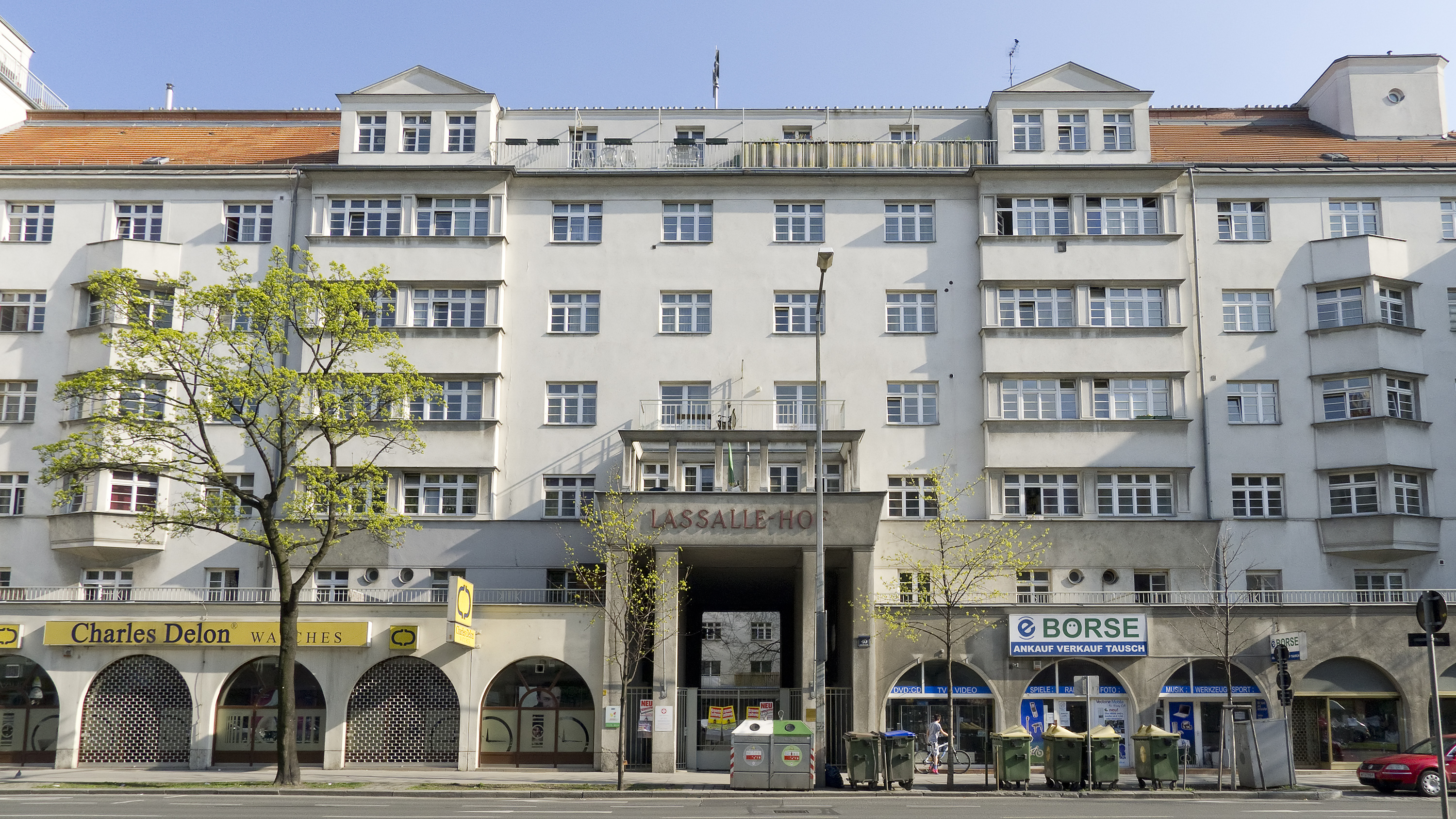
Haupteingang und Geschäftslokale an der Lassallestraße

Der Lassalle-Hof (häufig auch Lassallehof geschrieben) ist ein Gemeindebau im 2. Wiener Gemeindebezirk Leopoldstadt.

## Geschichte
Im Roten Wien der Zwischenkriegszeit entstanden zahlreiche kommunale Wohnbauten, 19 davon im 2. Bezirk. An der Stelle, die zur Errichtung des Lassalle-Hofs vorgesehen war, befand sich Ende des 19. Jahrhunderts eine Tramway-Depot genannte Straßenbahn-Remise, die die große Remise in der Engerthstraße ergänzte. Den 1923 ausgeschriebenen Architekturwettbewerb für die Wohnhausanlage gewann Karl Krist, dennoch erhielten die Zweitplatzierten, die Architektengemeinschaft Hubert Gessner, Hans Paar, Fritz Waage und Friedrich Schlossberg, den Auftrag. Am 12. Mai 1924 war Baubeginn, 1925 erfolgte die Benennung nach Ferdinand Lassalle, dem Begründer der deutschen Sozialdemokratie und Arbeiterbewegung, an den eine Gedenktafel in der Anlage erinnert. Am 3. Oktober 1926 fand die feierliche Eröffnung durch den Wiener Bürgermeister Karl Seitz statt, bei der auch der gegenüberliegende, ebenfalls von Gessner entworfene und damals noch namenlose Heizmann-Hof eröffnet wurde. Pläne, das letztlich erst 1928 geschaffene Lassalledenkmal von Mario Petrucci im oder vor dem Lassalle-Hof aufzustellen, wurden aufgrund der für ein monumentales Denkmal als ungünstig angesehenen örtlichen Begebenheiten wieder verworfen, es wurde stattdessen vor einem Gemeindebau im 20. Bezirk, dem Winarskyhof, errichtet.
Der Lassalle-Hof war zum Zeitpunkt seiner Fertigstellung mit 290 Wohnungen eine der größten kommunalen Wohnhausanlagen der Leopoldstadt. Er verfügte damals über 14 Geschäftslokale entlang der Lassallestraße, einen Kindergarten, eine Mutterberatungsstelle und eine Bibliothek. Im obersten Stock des – ursprünglich höher geplanten – achtstöckigen Wohnturms des ansonsten sechsstöckigen Gebäudes befanden sich ein Unterrichtsheim und Fotoatelier der österreichischen Naturfreunde. Der Wohnturm wurde im Zweiten Weltkrieg zerstört und 1949 wieder aufgebaut. 1978 richtete die Gruppe Leopoldstadt des Arbeiter-Samariter-Bundes Österreichs ihr Gruppenlokal im Lassalle-Hof ein. Von 1990 bis 1992 erfolgte eine Generalsanierung. Durch Wohnungszusammenlegungen hat sich die Anzahl von ursprünglich 290 Wohneinheiten auf aktuell 269 Wohnungen reduziert.
Der Kindergarten existiert noch heute und wird von den Wiener Kindergärten der Gemeinde Wien als Integrationshort für 6- bis 10-Jährige geführt. Außerdem unterhält der KZ-Verband/VdA Wien ein Büro im Lassalle-Hof. In der Ladenzeile entlang der Lassallestraße befand sich bereits vor dem Zweiten Weltkrieg ein Geschäft der Konsumgenossenschaft, das in der zweiten Hälfte des 20. Jahrhunderts in eine Konsum-Filiale überging. Zu dieser Zeit existierten weiters ein Schuhgeschäft, ein Laden für Spielzeug und Bastlerbedarf, eine WIMO-Filiale (Wiener Molkerei), ein Regenschirm-Geschäft, ein Installateur, ein Imbiss sowie ein Fotoservice und -studio. Heute findet man stattdessen Geschäfte „neueren Typs“, wie ein Elektronik-Pfandleihhaus, eine Handy-Börse, einen „Smoke-Shop“ sowie einen Frisiersalon.

## Allgemeines
Die denkmalgeschützte (Listeneintrag) Wohnhausanlage wird durch die Lassallestraße, Vorgartenstraße, Ybbsstraße und Radingerstraße begrenzt. An drei Ecken des Wohnblocks befinden sich Gründerzeit-Miethäuser, die nicht Teil des Gemeindebaus sind. An der Kreuzung Lassallestraße/Vorgartenstraße liegt die U-Bahn-Station Vorgartenstraße, etwa 300 Meter östlich die Franz-von-Assisi-Kirche. Der – mit Ausnahme des Wohnturmes – sechsgeschoßige Bau umfasst neun Stiegen, die um einen zentralen Innenhof und zwei Seitenhöfe gruppiert sind, und weist teils moderne, teils klassische Gestaltungselemente auf. Die repräsentative Straßenfront zur Lassallestraße ist mehrfach zurückgestuft, zu weiteren architektonischen Elementen zählen Erker, Blendarkaden, Rundbögen und die Steinvasen im zentralen Innenhof. Die Gesamtfläche beträgt 6720 m², von denen 57,7 % verbaut sind.